# Louis Apol

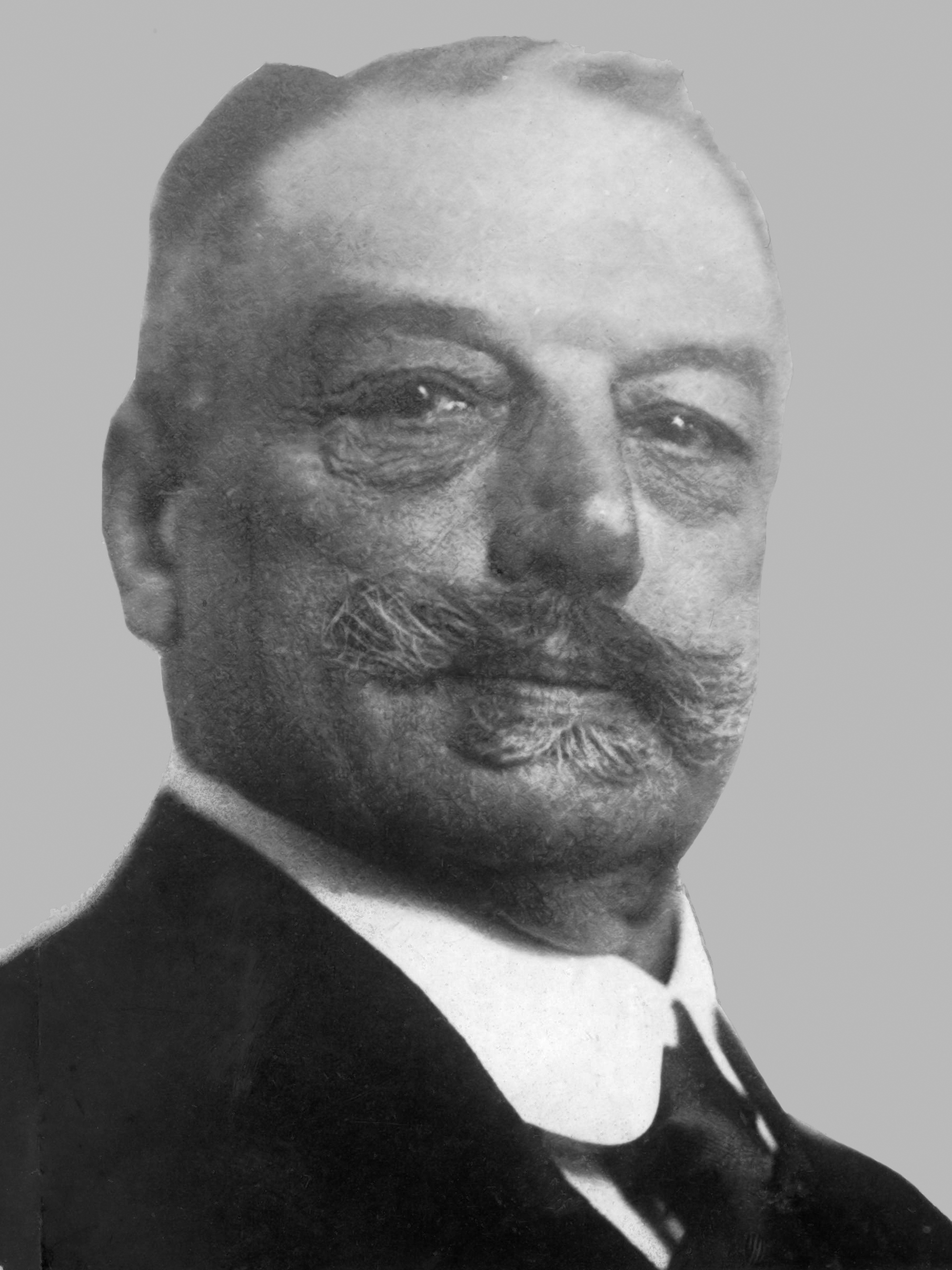
Louis Apol (1920)

Lodewijk Frederik Hendrik (Louis) Apol (La Haya, 6 de septiembre de 1850-La Haya, 22 de noviembre de 1936) fue un pintor neerlandés, uno de los representantes más prominentes de la Escuela de La Haya.
El talento de Louis Apol se descubrió temprano en su vida, y su padre le arregló lecciones privadas. Sus profesores fueron J.F. Hoppenbrouwers y P.F. Stortenbeker. Recibió una beca del rey neerlandés Guillermo III en 1868. Apol se especializó en paisajes de invierno. Las figuras humanas raramente se encuentran en sus pinturas.
En 1880 Louis Apol participó en una expedición de la SS Willem Barents a Spitsbergen (Nueva Zembla) en el Mar Polar. Las impresiones de este viaje fueron una fuente de inspiración durante toda su vida.
Sus obras han sido muy difundidas y se encuentran en EE. UU., el Reino Unido y Alemania.
El Rijksmuseum y el Gemeentemuseum Den Haag tienen obras de Louis Apol en su colección. Posee una calle con su nombre en el vecindario de Overtoomse Veld-Noord, Ámsterdam.

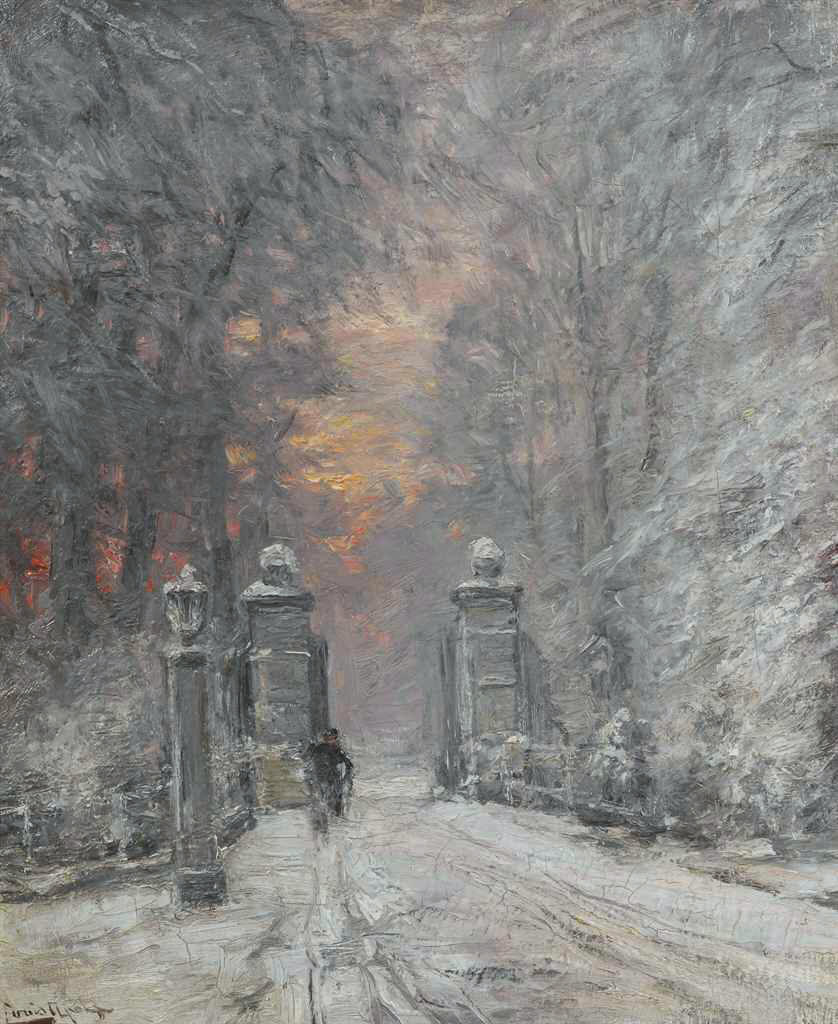
Invierno, óleo sobre lienzo